# Chapanzhou
Chapanzhou (kinesiska: 茶盘洲, 茶盘洲镇) är en köping i Kina. Den ligger i provinsen Hunan, i den södra delen av landet, omkring 87 kilometer norr om provinshuvudstaden Changsha. Antalet invånare är 22837. Befolkningen består av 11 418 kvinnor och 11 419 män. Barn under 15 år utgör 12,0 %, vuxna 15-64 år 74 %, och äldre över 65 år 13,0 %.
Genomsnittlig årsnederbörd är 1 683 millimeter. Den regnigaste månaden är maj, med i genomsnitt 292 mm nederbörd, och den torraste är december, med 45 mm nederbörd.